# ジャパンカップサイクルロードレース2003
ジャパンカップサイクルロードレース2003は、ジャパンカップサイクルロードレースの12回目のレース。セルジョ・バルベーロが2年連続3回目の優勝。

## 結果
- 2003年10月26日(日) 151.3km

| 順位 | 選手名                             | 国籍         | チーム                         | 時間          |
| ---- | ---------------------------------- | ------------ | ------------------------------ | ------------- |
| 1    | セルジョ・バルベーロ               | イタリア     | ランプレ                       | 4時間03分56秒 |
| 2    | パトリック・ジンケヴィッツ         | ドイツ       | クイックステップ・ダヴィタモン | 同            |
| 3    | ギド・トレンティン                 | イタリア     | コフィディス                   | +02秒         |
| 4    | フェリックス・ガルシア・カサス     | スペイン     | チーム・ビアンキ               | +21秒         |
| 5    | ダニエル・アティエンサ             | イタリア     | コフィディス                   | 同            |
| 6    | ダミアーノ・クネゴ                 | イタリア     | サエコ                         | +41秒         |
| 7    | ゲリット・グロムザー               | オーストリア | サエコ                         | +1分02秒      |
| 8    | マレク・ルトキエヴィッチュ         | ポーランド   | コフィディス                   | +1分03秒      |
| 9    | アレッサンドロ・スペツィアレッティ | イタリア     | サエコ                         | +1分05秒      |
| 10   | 田代恭崇                           | 日本         | チームブリヂストンアンカー     | +1分29秒      |